# Gerhard Merz (político)
Gerhard Merz (Groß-Bieberau 7 de julio de 1952 - 12 de junio de 2024) fue un político alemán (SPD) y miembro del parlamento estatal de Hesse desde 2008 hasta 2018. A partir de febrero de 2014, fue portavoz de políticas sociales y vicepresidente de políticas educativas del grupo parlamentario del SPD en el Parlamento Estatal de Hesse.

## Vida
Gerhard Merz asistió a la escuela primaria de 1959 a 1963, al instituto en Groß-Bieberau de 1963 a 1971, y estudió de 1971 a 1974 en la Universidad Justus-Liebig de Gießen, donde completó estudios de Anglística y Ciencias Políticas para la enseñanza en institutos con el segundo examen estatal. Posteriormente, fue profesor de educación política en la Universidad de Ciencias Aplicadas de Administración Pública de Gießen y en la formación de profesores en la Universidad de Gießen. De 1986 a 1990, trabajó como director del Centro de Educación Juvenil de la ciudad de Wetzlar. Desde 1990, fue asistente científico en el Departamento de Asuntos Sociales y Juveniles de la ciudad de Gießen, y de 1997 a 2001, concejal a tiempo completo responsable de Asuntos Sociales, Juventud, Escuela y Educación. De 2001 a 2008, trabajó como portavoz del distrito SPD de Hesse del Sur. Merz también se dedicó al voluntariado en diversas organizaciones, como presidente de la filial de Gießen de la Asociación Alemana de Protección Infantil, presidente de la Comunidad de Amigos de Auschwitz, y vicepresidente del consejo de la Fundación Ernst-Ludwig-Chambré.

## Política
Merz estuvo activo en los Jusos desde 1977, y en el SPD y la política local desde 1981. De 1997 a 2009, fue miembro del consejo del distrito de Gießen, de 2001 a 2006 fue concejal honorario de la ciudad universitaria de Gießen, y desde 2006, miembro de la asamblea municipal de Gießen, donde fue presidente del grupo parlamentario del SPD desde 2009. En las elecciones estatales de 2008, 2009 y 2013, ganó el mandato directo como diputado del parlamento estatal por el distrito electoral 18 Gießen I. No se presentó a las elecciones estatales de Hesse en 2018, y por lo tanto, dejó el parlamento.

## Vida privada
Merz estaba casado y tenía dos hijas. Era conocido por su conocimiento de las obras de Heinrich Heine, que recitaba en lecturas. Además, coleccionaba errores y fallos lingüísticos de todo tipo, especialmente aquellos del ámbito político del parlamento estatal de Hesse, que publicó en dos libros y presentó en programas de cabaret titulados "Papyrrhussiege und hässliche Wörter". Tenía una columna satírica y crítica del lenguaje, "Merz hört mit", en www.fuldainfo.de.

## Obras
- Papyrrhussiege und hässliche Wörter: Beiträge aus dem Hessischen Landtag, VAS Verlag, 2015, ISBN 978-3-88864-538-9
- Papyrrhussiege II – Vom Rubikon nach Waterloo: Beiträge aus dem Hessischen Landtag, VAS Verlag, 2017, ISBN 978-3-88864-550-1

## Literatura
- Burkhard Möller: Eigentlich nicht wegzudenken. Porträt zu seinem 70. Geburtstag. In: Gießener Allgemeine Zeitung. 6 de julio de 2022, consultado el 13 de junio de 2024.
- Gerhard Merz, Andreas Prinz: Kommunale Kinder- und Jugendpolitik – mühevolle Annäherung an ein neues Selbstverständnis. In: Berthold Dietz/Dieter Eißel/Dirk Naumann (eds.): Handbuch der kommunalen Sozialpolitik. Leske+Budrich, Opladen 1999, ISBN 978-3-8100-2121-2